# Alexandre Heinrich Gebhard von Zastrow
Le colonel Alexander Heinrich Gebhard von Zastrow, né le 20 août 1768 à Kölpin et mort le 23 juin 1815 à Namur, est un officier prussien actif lors les guerres napoléoniennes,.

## Biographie
Von Zastrow est mortellement blessé lors de la prise de Namur le 20 juin 1815 à la tête de la 6e brigade prussienne lors d'une attaque contre l'arrière-garde française de Grouchy,,.
Ses restes reposent au cimetière allemand de Lommel (en). Un monument commémoratif lui est dédié au cimetière de Belgrade. Il s’agit du seul monument commémorant les combats du 20 juin 1815.

## Famille
Alexander Heinrich Gebhard von Zastrow est le fils de Andreas Weding von Zastrow (1726-1795) et de Wilhelmine Sabine Friederike von Blankensee (morte en 1813).
Il était marié à Mathilde von Blankenstein (1777–1868). Ils eurent un fils notable :
- Heinrich Adolf (1801-1875) qui est devenu un général prussien et a servi dans la guerre austro-prussienne et la guerre franco-allemande.

## Sources
- Alain Chappet, Roger Martin et Alain Pigeard, Le Guide Napoléon: 4 000 lieux de mémoire pour revivre l'épopée, Editions Tallandier, 2005 (ISBN 9782847342468)
- William Siborne, The Waterloo Campaign, 1815, Westminster, A. Constable, 1848, 4th éd. (lire en ligne)
- C. Istasse, « Souvenir napoléonien : la stèle du colonel prussien Heinrich von Zastrow (combats de Namur, 19-20 juin 1815) », Cahiers de Sambre et Meuse, vol. 86e année,‎ 2010, p. 62-89
- Frédéric Marchesani, « Namur, la stèle du commandant von Zastrow », dans Sur les traces de la Wallonie française, Namur, Institut du Patrimoine wallon, 2014, 214-216 p. (ISBN 9782875221513)